# Sankt Petersborg Metro
Sankt Petersborg Metro er en undergrundsbane, der er grundpillen i Sankt Petersborgs offentlige transport.
Metroen blev indviet i november 1955 og er med sine gennemsnitlige 743 millioner årlige passagerer én af verdens travleste undergrundsbaner.

## Linjer
| Nr.    | Navn                     | Kyrillisk navn          | Først åbnet       | Nyeste station tilføjet | Længde   | Antal stationer |
| ------ | ------------------------ | ----------------------- | ----------------- | ----------------------- | -------- | --------------- |
|        | Kirovsko-Vyborgskaja     | Ки́ровско-Вы́боргская     | 15. november 1955 | 29. december 1978       | 29,7 km  | 19              |
|        | Moskovsko-Petrogradskaja | Моско́вско-Петрогра́дская | 29. april 1961    | 22. december 2006       | 30,1 km  | 18              |
|        | Nevsko-Vasileostrovskaja | Не́вско-Василеостро́вская | 3. november 1967  | 26. maj 2018            | 27,6 km  | 12              |
|        | Pravoberesjnaja          | Правобере́жная           | 30. december 1985 | 7. marts 2009           | 11,2 km  | 8               |
|        | Frunzensko-Primorskaja   | Фру́нзенско-Примо́рская   | 20. december 2008 | 3. oktober 2019         | 26,2 km  | 15              |
| Total: | Total:                   | Total:                  | Total:            | Total:                  | 124,8 km | 72              |